# 克爾尼克鄉 (戈爾日縣)
45°53′N 23°40′E / 45.883°N 23.667°E
克爾尼克鄉（羅馬尼亞語：Comuna Câlnic, Gorj），是羅馬尼亞的鄉份，位於該國西南部，由戈爾日縣負責管轄，面積42平方公里，海拔高度171米，2007年人口2,312，人口密度每平方公里55人。